# Lijst van alumni van de Universiteit van Birmingham
Dit is een lijst van bekende alumni van de Universiteit van Birmingham.

## Academici
- Dr. John Stewart Bell, wis- en natuurkundige
- Dr. Harry Boot
- Dr. Moira Bruce
- Professor Hazel Carby
- Professor William Lane Craig
- Professor Gavin D'Costa
- Rev Dr. Lynn de Silva
- Dr. Fawzia Fahim
- Professor Paul Gilroy
- Professor Dick Hebdige
- Cees van der Laan
- Paul van der Laan
- Professor Angela McRobbie
- Professor John Milbank
- Dr. Desmond Morris, zoöloog, publicist en kunstschilder
- Professor Margaret Mullett
- Eleanor Mildred Sidgwick
- Dr Brian Surin
- Professor Kenneth Surin
- Sir Ernest Titterton
- Professor Chris Weedon
- Professor Paul Willis

## Acteurs/regisseurs

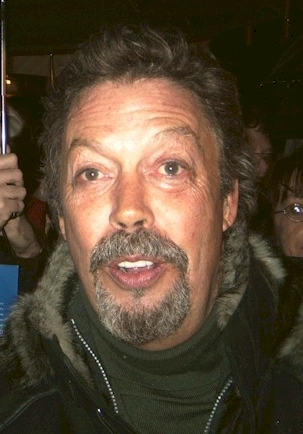
Tim Curry in 2005

- Jean Butler, danseres en choreograaf
- Madeleine Carroll, actrice
- Tim Curry, acteur en muzikant
- Matthew Goode, acteur
- Phyllida Lloyd
- Tamsin Greig
- Norman Painting, acteur
- Jane Wymark, actrice
- Fielder Cook
- Victoria Wood

## Krijgsmacht
- Generaal Sir Mike Jackson
- Kapitein Adrian Nance

## Ondernemers en bedrijfsleven
- Tony Hayward, topman van oliemaatschappij BP
- Matthew Key
- Dr. Adam Osborne
- George Davis
- Sir Alex Jarratt

## Juridisch
- Sir Michael Davies
- Professor David Pearl
- Recht Michelle Arana
- Recht Geoffrey Ma Tao-Li
- Govind Narayan Sinha

## Media en journalistiek
- Kay Alexander
- Professor Mick Aston
- Ellie Crisell
- Alex Deakin
- Philippa Forrester
- Jane Garvey
- Saima Mohsin
- Tim Muffett
- Lizo Mzimba
- Fiona Philips
- Ben Shephard
- Chris Tarrant
- Brian Whitaker
- Heer David Currie
- Jack Schofield

## Muzikanten
- Neil Arthur
- Ayalah Bentovim
- Spencer Davis, zanger en gitarist
- Wally Francis
- Simon Le Bon

## Nobelprijswinnaars

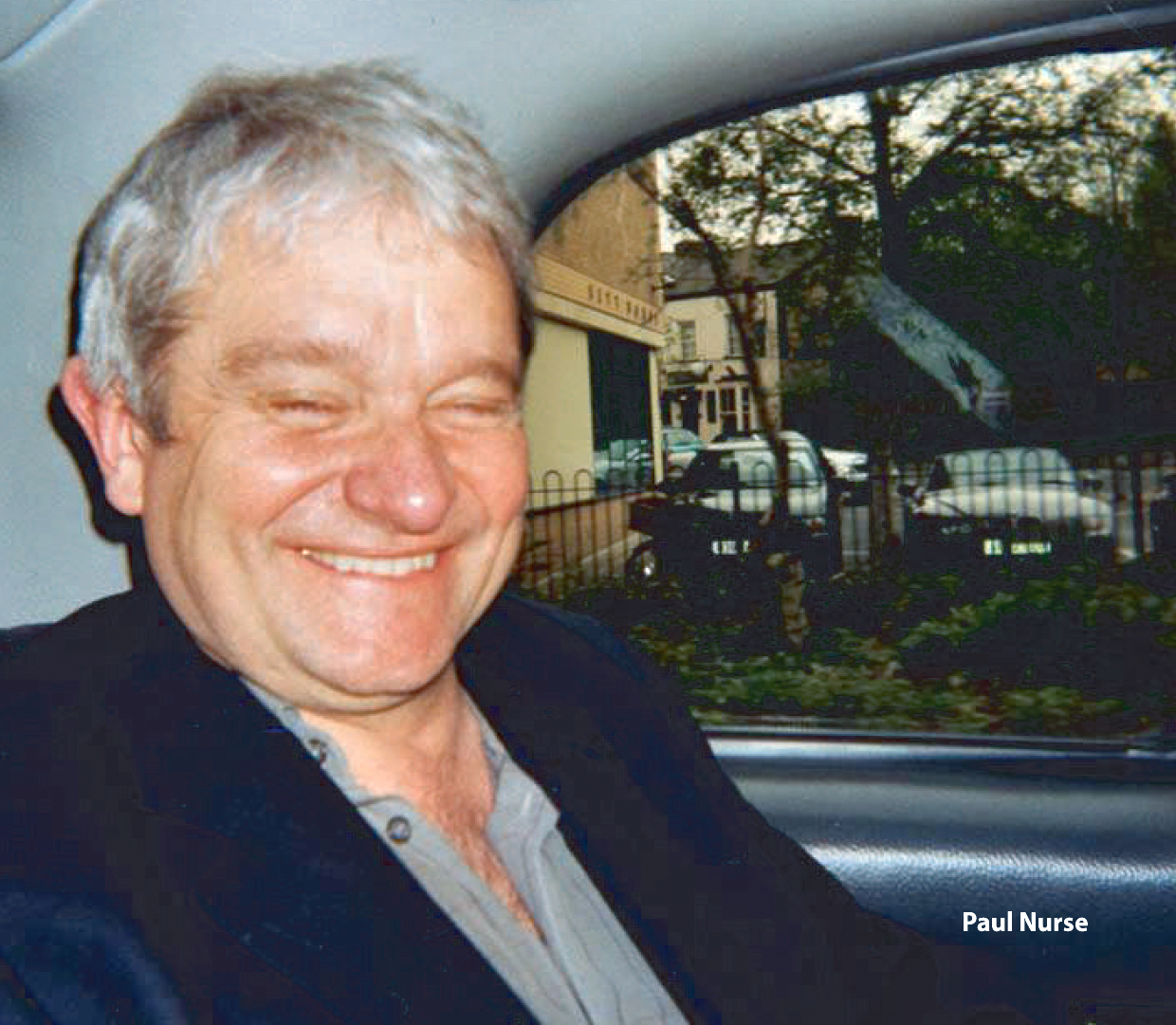
Sir Paul Maxime Nurse

- Francis Aston, natuurkundige (Nobelprijs voor de Scheikunde 1922)
- Norman Haworth
- Maurice Wilkins, natuurkundige (Nobelprijs voor de Fysiologie of Geneeskunde 1962)
- Sir John Vane, biochemicus (Nobelprijs voor de Fysiologie of Geneeskunde 1982)
- Sir Paul Nurse, biochemicus (Nobelprijs voor de Fysiologie of Geneeskunde 2001)
- Professor Peter Bullock

## Politici
- Baroness Amos
- Dr. Kenny Anthony
- Hilary Armstrong
- Baron Bhattacharyya
- Bob Blizzard
- John Butcher
- Neville Chamberlain, premier van het Verenigd Koninkrijk (1937-1940)
- David Drew
- Richard Edwards
- Patrick Hall
- Dr. Richard Hu
- Lynne Jones
- Chen Liangyu
- Basil McCrea
- Jessica Morden
- Andrew Turner
- Ann Widdecombe
- Perry Gladstone Christie

## Vorstelijkheid
- Prins Seeiso Bereng Seeiso van Lesotho

## Sport

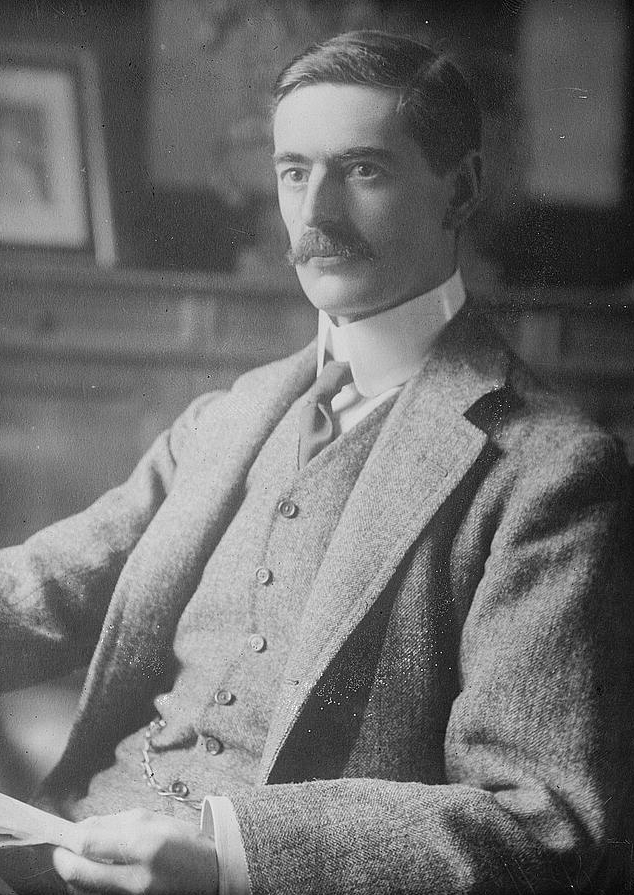
Arthur Neville Chamberlain

- Steve Assinder
- Joey Barrington
- Tom Bertram
- Dr. Colin Boreham
- Lisa Clayton
- Julie Crane
- Allison Curbishley
- Naomi Folkard, boogschutter
- David Gill
- Patrick Head
- Rachel Heal
- David Hemp
- Paul Manning
- Simon Mantell
- Baz Moffat
- Kelly Murphy, wielrenster
- Shelley Newman
- Phil Pask
- Adam Pengilly
- Nick Smith
- Frank Tickner
- Victor Ubogu
- Chrissie Wellington

## Schrijvers en artiesten
- Chris Addison
- Professor Walter Allen
- James Clavell
- Roy Fisher
- William Garner
- Dr. David Lodge, schrijver en literatuurwetenschapper
- Dr. C. J. Sansom
- William P. McGivern
- Henry Treece
- Victoria Wood
- Francis Brett Young

## Gezondheid
- Professor Sir Liam Donaldson
- Barry Cockcroft
- Professor Lawrence Young

## Overig
- David Kelly, Brits microbioloog en defensieambtenaar
- Dr. Rodolfo Neri Vela